# مارک اوون
مارک اوون (انگلیسی: Mark Owen؛ زادهٔ ۲۷ ژانویهٔ ۱۹۷۲) یک موسیقی‌دان اهل بریتانیا است. وی از سال ۱۹۸۹ میلادی تاکنون مشغول فعالیت بوده‌است.